# Potto
Potto (Perodicticus potto) är en art i familjen lorier som i sin tur tillhör ordningen primater.
Namnet potto kommer från ett afrikanskt språk som talas i regionen mellan floderna Niger och Kongo. Det betecknar en apa som saknar svans. Det vetenskapliga släktnamnet bildas av de grekiska orden peros (handikap) och deiktikos (uppvisande). Det syftar på andra fingret och andra tån som är helt rudimentära.

## Kännetecken
Potton har en kroppslängd på 30 till 40 centimeter, en svanslängd på 3 till 10 centimeter och en vikt på 0,9 till 1,6 kilogram. Den täta ulliga pälsen är på ovansidan grå till rödbrun och på undersidan ljusare. Pekfingret är förminskat och tummen är motsättlig till de andra fingrarna. På så sätt får individerna bra grep på grenar. Vid andra tån av bakfoten har de en klo som är typisk för lägre primater och som används för att vårda pälsen. Kännetecknande för arten är förstorade taggutskott vid hals- och ryggkotorna som syns som knölar på djurets rygg. Tidigare antogs att knölarna används som vapen men idag tolkas de som objekten för kommunikationen mellan artfränder. Ibland syns individer som gnider knölarna mot varandra.

## Utbredning och habitat
Djuret förekommer i tropiska delar av Afrika från Guinea till Kenya och norra Kongo-Kinshasa. Artens habitat är tropiska regnskogar. Skogarna har vanligen tät undervegetation och ligger i slättlandet eller på bergstrakter upp till 2 600 meter över havet.

## Levnadssätt
Potto är aktiv på natten och vistas nästan aldrig på marken. Vanligen uppehåller sig potton 5 till 30 meter över marken. På dagen vilar djuret i täta bladansamlingar. Alla individer har avgränsade revir som försvaras mot artfränder av samma kön. Revir från hannar och honor kan överlappas. Reviret är för honor 6 till 9 hektar stort och för hannar 9 till 40 hektar. Markeringen av territoriet sker med urin.
I motsats till andra medlemmar i samma familj livnär sig potton främst av frukter. Dessutom äter den trädsav, insekter och mindre ormar.
Honor kan para sig en gång per år och parningstiden är beroende på region. Dräktigheten varar i cirka 190 dagar och sedan föds vanligen en enda unge, sällan två. Ungen klamrar sig i början fast vid moderns buk och klättrar senare på hennes rygg. Ibland lämnas ungen i ett gömställe. Vid födelsen väger den omkring 45 gram. Ungen avvänjs efter 120 till 180 dagar. Den lämnar sin moder efter 6 till 8 månader och är könsmogen efter ungefär 18 månader. Livslängden för vilda individer är okänd men uppskattas till 11 år, i fångenskap blir de upp till 26 år gamla.

## Hotstatus
Potton har förmåga att anpassa sig till olika förhållanden och vistas även i människans närhet. I vissa regioner hotas den av skogsavverkningar eller jakt. Allmänt anses beståndet som stabilt och arten listas av IUCN som livskraftig (LC).